# 리처드 버기
리처드 버기(Richard Burgi, 1958년 7월 30일 ~ )는 미국의 배우이다.

## 출연 작품

### 드라마
- 24